# 千葉パイレーツ
千葉パイレーツ（ちばパイレーツ 、Chiba Pirates）は、江口寿史の野球漫画『すすめ!!パイレーツ』に登場する架空のプロ野球チームである。なお関連づけを容易にする関係上、千葉パイレーツ以外の人物、すなわち『パイレーツ』の登場人物はあわせて解説する。

## 球団概要
九十九里吾作が創設したセ・リーグの球団。ジェロニモ以外千葉県出身で固めている。『週刊少年ジャンプ』連載開始時の1977年は創立10年に当たる。
球団名はメジャーリーグのピッツバーグ・パイレーツからだが、『週刊少年ジャンプ』のシンボルマークが海賊であることにも因んでいる。作中では、オーナーの九十九里吾作が、球団創設に際して「日本のプロ野球界になぐりこみをかける海賊」という意味で命名した、という設定となっている。また後に作者の江口自身、千葉パイレーツとは水島新司の野球漫画『野球狂の詩』などに登場するプロ野球チーム、東京メッツへのオマージュだったことを明かしている。
作中でフランチャイズとされる「千葉球場」は、千葉県の流山市にあるという設定になっている。これは連載時に江口が同市に住んでいたことに由来する。後述の犬井と日上が流山産業大学野球部出身という事になっているのも同じ理由による。選手寮である「英光寮」、練習場である「江戸川グラウンド」はいずれも松戸市内にある。
球団創設当初はオーナーの九十九里吾作が大金持ちであったため、豊富な資金力で才能ある選手をスカウトできたが、一気に没落し貧乏球団となってしまってからは、才能ある選手は入団を嫌がり、現在所属中の選手は一癖も二癖もある選手がほとんどとなっている。
作中ではセリーグには、ライバルで金満球団である横浜イーグルスが存在、神奈川県に本拠地を置く。球団イメージには洗練されたものがあり、貧乏球団であるパイレーツと違って資金力もあり、バニーガール姿の女性マネージャが試合中に選手に給仕をしている。現実に起きた大洋ホエールズの横浜移転により、連載中に東海電鉄（架空の会社）を親会社とする東海イーグルスへ改名された。パイレーツに並ぶ弱小球団で、パイレーツの存在のおかげで万年7位にとどまっていたものの、1979年のシーズンは最下位の8位に沈んだ。なお、当作品中におけるセントラル・リーグは、実在6球団にパイレーツとイーグルスを含めた8球団によるリーグ戦が行われている、という設定になっている。なお、作中においてプロ野球を統括しているのは、日本野球機構ではなく「日本プロ野球協会」という組織である。
球団は創設以来10年連続最下位で、新聞のスポーツ面に掲載される順位表は、7球団だけが紙面の上部に記載され、パイレーツは順位表を大きくはみ出た紙面の最下段に表記されたこともあるなど、通常のチーム扱いはされていなかった。

## 登場人物
主要キャラ三人組の構造は、『マカロニほうれん荘』を意識したものであると、作者自身がマンガ夜話の『マカロニほうれん荘』の回で語っている。

### スクアッド
登場人物の変遷もあり、中盤までかなり流動的である。中盤以降はほぼ固定化し、以下の通りとなる。
1. 粳寅 満太郎：右翼手
2. 猿山 さるぞう：三塁手
3. ジェロニモ：中堅手
4. 千葉 修作：左翼手
5. 犬井 犬太郎：捕手
6. 稲刈 真青：一塁手
7. 獅子丸：遊撃手
8. 昆 比雄馬：二塁手
9. 富士一平、江原卓徳、沢村真：投手

作品当初は4番犬井、5番千葉のオーダーが多かったが、ジェロニモ加入あたりからジェロニモ、千葉、犬井のクリーンナップトリオとなっていく。(病気のおかげで)一時期好調だった猿山が4番をつとめたこともあった｡

### 千葉パイレーツの選手
主人公は、連載当初は犬井だったが、連載第3回で一平が入団してからは完全に移ってしまった。この事は犬井自身に「主役を取られた」というセリフがあるので作者が納得した事実である。
富士 一平（ふじ いっぺい）：背番号16、投手、左投げ左打ち
登場以降の主人公。経済的な理由で柏高校を中退、パイレーツに入団することになり、それならば最下位球団を自らの実力で一流にしてみせようと誓う熱血少年。両親はなかなか人には言えないような奇病（病名を言ってしまうと大爆笑を呼ぶのだという）を患っており、幼い弟妹らを含め、一家の大黒柱として家族を支えている。基本的には、生真面目で熱血漢だが、野球に関することなら何でも許してしまう傾向がある(新幹線の車内で打撃練習を始めた犬井に「野球のためなら良いです」と言った事も)。背番号は16番と、高校中退で入団を含めて尊敬する星飛雄馬と同じである。作中では「尊敬する星飛雄馬さんと一緒」と喜ぶが、単に入団時の年齢で即決した。快速球の左腕投手であるが、犬井曰く「速球一本槍」「決め球が無い」「軽くて、クセ無く、一本調子」が弱点でこれも星飛雄馬譲りである。入団当初は140キロ前半だったが、ファームで鍛え直したおかげか、140キロ後半にまで球速を上げた。ただし変化球は全く使えないままだった。反面、スタミナは驚異的で、先発、中継ぎ、抑えとフル回転し、完投も多い。また、ブルペンからでなく、ベンチからいきなりリリーフに出て（つまり、肩をつくることなく）抑えてしまう事も多い。1978年、1979年のオールスターゲームに出場している（1978年は農協の組織票、1979年は広岡達朗監督の推薦）。身長172cm・体重60kg。昭和36年3月29日生まれ。
犬井 犬太郎（いぬい けんたろう）：背番号10、捕手、コーチ兼任、右投げ右打ち
- 本作の初期の主人公。流山産業大学（架空の大学。通称流産大は千葉県流山市と流産にひっかけている）畜産学部卒。幼年時代は神童だったが、現代にタイムスリップした際、現代の犬井に殴られてアホになってしまう。日上とは幼少の頃からの友人同士で、大学も同期だが、態度は圧倒的に監督の日上よりでかい。
- コーチ兼任ながら、作中、指導者らしい場面を見せることは少なかったが、二田コーチ登場の回、二田登場の報を聞くと、慌てて積極的に若手に檄を飛ばすシーン、代行監督時代には不調の江原を叱責する指導者らしい一面を見せる場面が僅かに見られる。
- かつては流産大のホームランマシン、ホームランチャンピオン、ホームランキングなどの異名を持つ強打者だったが、連載中、まともなバッティングを見せたのは、第1話と最終回直前の2回だけである。しかもそのうちの1回目は公式戦ではなく始球式の打席で、しかもライナーでホームランを放っている。ホームランを打たなくなった理由について尋ねられた犬井は、大学在籍中、ホームランを打った時の衝撃波で惑星が流れ星になるとの警告を宇宙人から受けたため、と説明したが、その後ですぐに「ぜんぶうそです」「本気になれば打てる。いままで一度も本気になった事がないだけ」と述べている。
- 連載当初自称50歳なので、40歳前後で入団したことになる。今では球界一の恥さらしとして存在。あまりにもふざけた行為で退場させられることも多数。一時ピッチャーへの転向を図るが「長年の習慣」により断念。連載後半では後頭部によく「らくがきするな」と落書きされていたり、描画の際に鼻が省略されていたりすることもあった。また野球以外でも悪ふざけが過ぎる事が多い。そのため、ファンからもあまり好かれてはいないらしく、農協の組織票でパイレーツの面々がオールスターゲームに選ばれる中、ただ一人投票されず落選している。いじけると、猿山は鉄腕アトムに、犬井は鉄人28号に変装する描写が後半、僅かながら見られた。
- 身長165cm・体重80kgという設定だが、作中で「体重90キロ」と表現されていたこともある。
- ヒゲのようにみえる毛は実は残った髪の毛で、左右の髪の毛を中央で結び、パーマをかけたものである。
- 1978年のシーズン初期には一時、オーナー命令で日上に代わり監督代行をつとめたが、その結果があまりに酷かったために（スポーツ新聞の勝敗表でパイレーツが欄外扱いされたほど）、わずか2週間で監督代行を解任させられた。
- コーチ兼任ながらスタメンで出続けている。本人はレギュラーの座を譲る気はなく、ありとあらゆる手で潰し、正捕手の座を守り続けている。最終話で引退し専任コーチになった。
- 猿山のセリフによると作中、自身がスタメンの時はまともな試合になった描写は少なく、エラーをした描写はないようで、連載後半、沢村が「完全試合を達成するつもりでいる」と発言した試合前、「エラーって、何？」と言い放ち、沢村にバットで袋叩きにされている。しかも、最終的には記録達成の瞬間までマスクを被っていたが、表情だけは描かれなかったが、沢村の完全試合達成直前には極度の緊張で突然体が分解したかと思うと、直後に泡を吹いて倒れ、慌てて医者が飛んでくる描写がある。
- 性格は、豊田瀬理香の分析によれば「なにごとにもすぐ首をつっこみ そのくせ無責任 のりやすくさめやすく 茶化せずにはいられない性分で いつまでも しぶとくいられる一番の理由は恥をしらないこと」。
- 生粋の千葉県民であるが、千葉県民にしかわからないシャレのつもりで、「パイレーツは日本一に成増」と言ってしまったことがある（作者が、東京都板橋区にある東武東上線の成増駅を、千葉県にある駅名と勘違いした）。
- 劇画調になったときの声のイメージは藤岡重慶。劇画調になったときの容貌は、一平と猿山に「妖怪かんばり入道」と評されている[5]。
- 江口の名物キャラクターとして後の作品にも何度か登場、『ひのまる劇場』では銭湯の番頭として登場。『キャラ者』では満次、九十九里との3人組でしばしば登場する。
- 「8時半の決闘」では創立時の大阪タイガース（現・阪神タイガース）に10日間だけ、在籍していたという設定になっており（読み切りの1話限りの設定なので、当然、実績は不明）、下記の猿山との決闘では猿山は巨人の、自身は創立当時のユニフォーム姿で相対している。

猿山 さるぞう（さるやま さるぞう）：背番号20、三塁手、投手、右投げ右打ち
流山産業大学農学部卒。小柄ですばしっこい選手だが、犬井と共に人をからかったりするのが好きで、比喩的な意味でなく試合を壊すことが多い。ただし、犬井よりはマシとファンからは思われているらしく、農協の組織票でパイレーツの面々がオールスターゲームに選ばれたさい、その中のメンバーに入っている（犬井は落選している）。一平からも「猿山さんのほうが（犬井よりも）信用できる」と言われている。中盤以降は犬井と一平の三人を中核とした展開になる事が多い。千葉、満太郎と共に山武天津小湊松戸農林高校（千葉県の地名をデタラメに並べた架空の高校）野球部から流山産業大学を経て入団するも、練習嫌いながら、女子生徒を前にすると強打を放つ千葉とは対照的に、練習中、満太郎と隠れて喫煙するなど、学生時代のポジションは「エースで4番」と千葉、満太郎の中央で自分を美化した姿が描かれていた状態で話していたが、実際は不明だが、地区予選ではベンチ入りしていた。一平が入団するまではエース格だったが、とある事件がきっかけで、「どうせ投手としてはたいしたことないし」との監督判断でサードにコンバートされる。しかし、その後も投手も続けている。コンバートの原因となった病気（眼癌。球が止まって見えるためホームランが簡単に打てるが、最後には目が飛び出して破裂するという架空の病気。過去に同じ病気にかかったことがある川上哲治から警告され、医者の診察を受けて発覚した）は快癒したが、犬井の暗示で本塁打を量産するなど、打者としてのセンスは高い。身長160cm・体重65kg。昭和29年4月1日生まれ。
千葉 修作（ちば しゅうさく）：背番号7、外野手（主に左翼手）、左投げ左打ち
高校時代、当時、新入生だった深松久美子に一目惚れし、執拗に交際を迫る。しつこさに呆れた久美子に「試合の全打席でホームランを打てばつき合う」と言われ（当初、久美子は実現不可能だろうと思っていた）、猛練習を重ねて実現。交際を始め、久美子の卒業を待って結婚した。高校時代は、女生徒を前にすると快打を放つなど、練習嫌いでスケベと満太郎や猿山、当時の副将が証言する一方、主将を務めるなど、ある程度の人望はあった模様。一見するとパイレーツで最もまともな選手で、打撃10傑常連のチーム一のスラッガーに見えるが、異常なほどの愛妻家で、守備の時には、バックネット裏にいる奥さんを双眼鏡で注視し守備は行わない、ファウルボールが奥さんの近くに落ちたり、審判がグラウンドボーイにボールを要求するために振り返ったのを、バックネット裏にいる久美子に色目を使っただろうと激昂して暴行するため、一平曰くパイレーツで最多の退場回数を誇るが、連載中、チームでほぼ、毎回のように退場シーンが描かれる犬井とは対照的に退場処分を受けるシーンは主に、連載初期、夫人の妊娠が判明する直前までである。息子（修介）が生まれると「オレ以外の男を抱くとは」と嫉妬し、生後間もない修介に「ドスを取れ」と投げ渡して本気で決闘しようとするほどだが、息子も他人に「父親似」と指摘されると噛みつくなど、次第に対抗意識を持つようになる。連載後半では口ヒゲを生やすと共に、妻離れが出来たのか、守備も普通に行うようになっている。身長180cm、体重78kg、1953年5月1日生。名前のモデルは北辰一刀流の創始者、千葉周作。
粳寅 満太郎（うるとら まんたろう）：背番号59、外野手（主に右翼手）、左投げ左打ち
暴力団粳寅組の跡継ぎで、高校時代はリーゼントだったが、角刈りにサングラスと風貌も父親である粳寅満次（後述）似の強面。しかし、サングラスの下だけは母の遺伝による少女漫画風のキラキラお目々で、本人はこれにコンプレックスを持っている。高校時代の話では3分以上サングラスを外していると心まで少女漫画チックになると言われていた。実際に、サングラスを外すと、女言葉になって乙女チックな発言をし、掛けると男らしい発言をするので、満次がオモチャにしていることもある。予備のサングラスを大量に持ち歩いてもいるほどだが、奈々との結婚式の時は、外しても人格は普通だった。猿山、馬留丹とは中学からの、千葉とは高校の同級生。キャンディーズのランちゃんファンで、『LaLa』の愛読者。デビュー戦で審判の股間を蹴り重傷を負わせ、2年間の服役後パイレーツに復帰。当初は五番を務めていたが、チーム屈指の俊足を買われ一番打者になる。打者としてはライト方向への長打が多く、本塁打も多いプルヒッターの長距離タイプ。一度だけマウンドに登った事もある。名前のモデルはウルトラマンタロウで、姓名を続けて呼ばれることを極端に嫌う。服役中に満次が解散させてしまった粳寅組を復活させようと画策中。高校時代は、超中学級の逸材と言われていた。背番号の59は極道(ゴクドーを数字変換して5910)から。
稲刈 真青（いねかり まさお）：背番号14、一塁手、右投げ右打ち（右手にファーストミットをはめて守備についていたこともある）
肺結核で入院していて、もうすぐ自分は死ぬんだと思い込んでいる。草刈正雄に似ていること、草刈正雄が、テレビドラマ「新選組始末記」で、肺結核で倒れた新撰組の沖田総司を演じたことから、自らを昭和の沖田総司と称し、和装にだんだら模様の羽織といういでたちで現れることもある。また、沖田総司が死の直前に黒猫を切ろうとしたのを真似ようとして、逆に黒ネコ（クロと呼ぶ）に弄ばれ、それを契機に「猫縛り」なる怪しい技を会得し、いつの間にか化け猫化してしまった。「結核、うつるんですよね」といって咳き込み、相手選手が逃げ出すようにし向けたりするなど、やや姑息な技を使う。美形なこと、ケチャップで吐血したフリをしたり芸達者なことなどで女性ファンが多く、パイレーツで唯一のファンクラブと親衛隊を抱えるほどの人気を誇ったが、医者から「結核は現代医学では簡単に完治する」と言われ、ファンは激減、バレンタインデーにパラソルチョコ二本しか届かないほど人気は落ちた。高校までは剣道をしており、百年に一度の天才と言われていた彼が、野球に転じた理由は不明。1979年当時23歳独身、身長180cm、体重75kg。
粳寅 満次（うるとら まんじ）：背番号89、代打専門、右打ち
粳寅組の元親分で満太郎の父。若い頃は「粳寅の満」とよばれ、同業のヤクザから恐れられていたという。満太郎からは「尿毒スピロヘータ（尿毒症と梅毒スピロヘータをかけたもの）」「尿毒おやじ」と呼ばれている。満太郎が服役中にヤクザからは足を洗い、そのことで対立している。白髪を角刈りにした強面で、こちらは目付きも鋭い。しかし人を食ったような性格をしていて、組（建設関係会社として）の若い衆をよく混乱させる。満太郎の変装をした時に試合に連れて行かれ、ホームランを連発したことから代打専門になるが、試合の流れに関係なく午後8時半になると代打に強引に立ち、「8時半の代打男」という肩書きを無理やり得るが、野球経験はない模様で、作中、打撃シーンは父満王が登場する回だけで、球場入りの準備をする満太郎を背後から殴打して、気絶させ、髭を剃り落し、頭髪を黒く染めるなど、満太郎に変装し、犬井らに連れられ、右打席に立ち、ホームランを打つも、三塁方向に走り出し、ダイヤモンドを一周するもベースを一つも踏まず、アウトの宣告を受け、観衆の前で素顔を見せる。全身変態の犬井に対し小手先芸が得意。口癖は、健康器具「スタイリー」のCMで使われていた「ワタシニ、電話シテクダサーイ、ドゾヨロシク」（通販で売られていた）。使いやすいキャラなのか、後半は一人で主役をはる程出番が増える。亡くなった妻、満子（みつこ）の事を思い出す涙もろい一面もある。松戸在住。後年『ストップ!! ひばりくん!』には「粳寅組の伝説の大親分」という役で、車田正美や集英社の当時の担当編集長と共に、数コマではあるが登場している。背番号はヤクザ893から。
ジェロニモ：背番号4、外野手（主に中堅手）、左投げ左打ち
戦力強化のために吾作が呼び寄せた外国人助っ人で、大リーグからも声がかかったことがあるナバホ族の末裔。千葉県民だけでプレイするという、千葉パイレーツの伝統を捨ててまで、アメリカから呼び寄せた。モヒカン刈りにサングラスという風貌で、守備のときに時折、モヒカン刈りの部分をウルトラセブンのアイスラッガーのように飛ばして、打球を打ち落としてキャッチするというモヒカンスラッガーを得意技とする（違反行為だが）。迫害された先祖の恨みにより白人が大嫌いで、白人選手が登場すると必ず乱闘騒ぎになる。白人選手がいない時でも、色白な選手がいるだけで同様に暴れる事がある。同じサングラスをかけた愛馬トントに乗っていて、一平が入寮した時には、寮内で愛馬に乗ったまま、外出するシーンがある。メジャー級の力量ながら白人が多いメジャーでの契約を蹴って来日した、という設定のとおり、連載開始当初は主要キャラクターの1人だったが、中盤以降は「出番が少ない」「忘れ去られたキャラクター」であることが存在意義となっていった（作中では、対戦相手に白人選手がいると暴れるので出場させられない、というのが出番の少ない理由とされている）。挙句、連載後半の「農協の日」の演芸で選手たちが演じた刑事ドラマでは殺人事件の被害者の一人として板に顔が描かれているが、犬井にへし折られる悲惨な扱いを受けている。身長190cm、体重85kg。
獅子丸（ししまる）：背番号3、遊撃手、右投げ右打ち
人呼んで『赤い夕日のライオン丸』。守備能力は高く、ノッカーを務めた犬井が空振りした球でさえ捕球するほど。マントにつばの広い帽子と日活の渡り鳥風のいでたちで、全てのポジションを超一流にこなし、草野球チームの助っ人として報酬を稼いでいた。相手チームの助っ人としてパイレーツと対戦したおり、スカウトされるが、パイレーツを草野球チームと勘違いしたため1試合10万円（130試合フル出場だと年俸1300万円。ただし作中では「相場は一試合10万円」「たった10万円？今時、契約金10万円で良いとは」となっている）で契約してしまう。パイレーツと契約後も、シーズンオフになるとどこへともなく消えて、開幕の時季になるとまた帰ってくるが、連載中、入団した経緯も背景にあるのか、退団する旨を日上に伝えたが、犬井らナインが打った芝居で、最終的に踏み止まったこともある。また、スカウト的な役割も担っているらしく、実際に彼が地方で発掘してきた選手をドラフト会議で指名しようとする描写もあった。無口であまり感情を激発させることは無い。助っ人選手だけに走攻守のいずれもチームトップレベル。マントの下に野球道具一式と「りぼん」を装備して持ち歩いている。身長189cm・体重75kg。ジャンプコミックス版単行本第3巻の「選手メモ」では身長180cm・体重48kgと表記されているが、常識的にこれは設定ミス（プロスポーツ選手でこの体格は痩せ過ぎどころの騒ぎではない）。生年月日本名不詳。
江原 卓徳（えはら すぐのり）：背番号18、投手、右投げ右打ち
法経大学（法政大学と包茎のもじり）野球部のエースで、大学球界を沸かせた大物新人。注目されないと実力を発揮できない性格なのを自覚しており、マスコミが依怙贔屓してくれる読売ジャイアンツを希望していたが、ドラフトで指名権を得たのがクラウンライターライオンズ（現在の埼玉西武ライオンズ）で苦悩している間に、吾作と国家の陰謀によりパイレーツに入団する羽目になる。パイレーツ入団後しばらくは「僕はなんでこんな球団にいるんでしょーね?」とかなり引き摺っていたが、乱闘騒ぎでスポーツ紙一面を取るなどして「パイレーツも目立つ」となってからは、吹っ切った模様。ただし、目立ちたがり屋の割りに、勝負弱く“ガラスの心臓”の持ち主で、良く「江川を見習え」と犬井に言われている。酒癖が悪い。風貌はクラウンにドラフト指名された頃の江川卓、名前は江川と原辰徳を掛け合わせたもの（いずれも入団拒否したが、実際、江川もクラウンから指名されている）。身長186cm・体重85kg。昭和30年8月10日生まれ。パイレーツでは、エースナンバー「18」を背負っているが、巨人のユニフォームに身を包み、勝手に堀内から「18」の背番号を奪い、インタビューを受けるカットが本人の妄想として描かれている。また、連載後半の「農協の日」の演芸で選手たちが演じた刑事ドラマでは獅子丸が養老の滝で無銭飲食をする容疑者役とそれを探し出し、連行する制服警官役を江原が演じている。
沢村 真（さわむら まこと）：背番号1、投手、右投げ右打ち
入団テストに突然現れてパイレーツに入団した美少年（じつは美少女）投手。当初は一平を上回る速球派として描かれていたが、後半は七色の変化球を持つ技巧派になった。二卵性双生児だったが、生後すぐに兄の真は死亡。去りかけた真の魂を妹の真子（まこ）が呼び寄せて、肉体を共有する形となる。真の野球センスは非常に高いが、いかせん肉体が女性であるため（ただし、真になっているときは筋力や運動能力が男性並みになっている）、スタミナ不足が指摘され、リリーフメインとなる。真子が20歳になる直前、志願した先発で、読売ジャイアンツを相手に完全試合の大記録を打ち立て、真子の肉体から去った。背番号1はパイレーツ初の永久欠番となった。身長165cm、体重48kg、1960年7月7日生。
昆 比雄馬（こん ぴゅうま）：背番号5、二塁手、右投げ右打ち
本職は流山産業大学の教授。電子・情報のスペシャリストで、変な機械を多数作っている、ビン底メガネの犬井の後輩。連載開始当初からパイレーツは、セカンド無しでプレイしていた事に気がつき、半ば無理やりパイレーツに、しかも年俸なしで入団させられる。学部の後輩なのか、部活の後輩なのかは不明だが、入団を快諾しているあたり、犬井への信頼は高い。運動の出来なさそうな外見に反して、守備力の問われるセカンドをそつなくこなしている。打撃シーンは無いため、打力の方は不明だが、満次が「8時半の代打男」の異名を強引にキャッチコピーにする回、代打を送られるシーンがあるが、指名された満次本人が8時半になるまで拒否していた。身長160cm、体重70kg、年齢不詳。初登場回のネタは筒井康隆の小説「パチンコ必勝原理」そのままである。
梶野 望都（かじの もと）：背番号19、投手、右投げ右打ち
名門梶野家の一人娘で、頭脳明晰、スポーツ万能、料理も得意、しかも容姿端麗と非の打ち所が無い美少女。天才少女の孤独を犬井に見抜かれて、心酔し弟子入りする形でパイレーツに入団。犬井に心酔しているので、犬井の提案なら何でも受け入れてしまう。テニスでは全国に名を轟かせていたが野球は未経験。しかし、簡単に教えてもらったオーバースローでなんと時速165kmを記録し、打撃でも一平の球をバックスクリーンの時計台に当ててしまう。名前の由来は作中でもパロディとして随所に描かれている漫画家の萩尾望都（「火事の元」とかけている）。
鬼頭（きとう）：背番号11、右打ち
パイレーツきっての強打者として知られていたが、突如起きた極度の打撃スランプが原因で自殺する。しかし選手として未練があり、たびたび幽霊として現れる。頭を下げただけで、眼球や耳、頭頂骨、腕なども外れてしまうなど、ビジュアル的には少々ホラー寄り。選手寮で使っていたロッカーが死の直後にどうやっても開かなくなり、“開かずのロッカー”と呼ばれる。連載後半、最後に登場した回、選手を黄泉の国へ案内するが、沢村栄治やベーブ・ルースら故人になった実在のスポーツ選手に加え、沢村真も登場している。
木常（きつね）
稲刈登場まで、ファーストを務めていた。その後は連載開始当初の選手不足の頃に代打等で登場したが、中盤以降は存在自体がほとんど消えてしまい二軍に。作中、最後に姿が確認できるのは、中盤、満次が「8時半の代打男」を無理矢理、名乗る回で、「まだ、時間じゃない」と昆の代打を拒否した満次の代わりに代打に出ている。「8時半の決闘」にもアナウンサー役で出演していた。名前の通りキツネ顔。
愛一郎（あいいちろう）：背番号66
不振のパイレーツを救うため、清澄山中からやってきた少年。15歳。一度決めたら後にはひかない性格。驚異的な身体能力の持ち主であり、また消える魔球を投げることができる（パイレーツの面々は大リーグボール2号の攻略法を試みたが、全く通用しなかった）。その正体はろくろ首で、人間からの迫害を避けるため、両親と隠れ棲んでいた。天才少年として一時もてはやされるが、ライトを守備中、王貞治の800号ホームランを阻止しようとして正体を現してしまい、パイレーツを去る。
恥 可苦馬（はじ かくま）：背番号15（パイレーツ在籍時）→16（巨人移籍後）、左投げ
パイレーツにしつこく入団を懇願し、挙句に父親がプロ野球連盟の職員であることを利用、ドラフト1位でパイレーツに指名させる（指名される、ではない）。ボールが分身して文字（打者の悪口）を描く魔球・スパークボールの使い手であるが、その事をかぎつけた長嶋により、いつの間にかジャイアンツに奪われてしまう。だが、犬井の人文字による逆襲を受け評価が急落し、ほとんど登場しなくなる。また、アマチュア時代の実績は不明らしく、入団後、日上は「あいつが野球、やったのを見たことない」と発言し、ナインを困惑させ、慌ててバッティングピッチャーをさせている。外見は星飛雄馬を2頭身にデフォルメした感じで、名前の由来も星飛雄馬をもじったもので、それを意識してか、巨人では背番号「16」、パイレーツでは「15」を付けているが「富士を尊敬している」と言いつつ、勝手に一平の「16」のユニフォームを着こんでいるコマがある。
流星 五郎（りゅうせい ごろう）：背番号29、右投げ右打ち
『劇画それからのパイレーツ』に登場。千葉県には「犬が安来節を踊ると大物が出現する」という言い伝えがあり、オーナーが二度目にそれを見た時に出現（一度目は長島だった）。野球の実力もさることながら、変態で犬井にも勝ち、歌やTV出演を含めたアイドル選手として旋風を巻き起こした。ジャンプ掲載時と単行本収録時でその正体が異なり、ジャンプ掲載版は練習場に遊びに来ていたパイレーツファンの子供の妄想で（夢オチ）あったが、単行本収録版は、現実に存在したが、ある日突然姿を消し、その存在は、皆が願った希望の産物であったのかとチームの面々が考えるというシュールな内容になっている。
松山（まつやま）：
開幕戦より田植えを選んだパイレーツのサード。以降、全く言及されていない。
壁（かべ）：
背番号、名前不詳。昭和40年入団の捕手。将来有望だったが、犬井の陰謀により、13年間一試合も出れずブルペン捕手となっていた。捕球と返球を繰り返すのみで、身体がキャッチングスタイルで固定された上、文字通り、壁のように薄くなってしまった。犬井の入団時期からして、犬井入団前、もしくは同期でパイレーツ入りした事になる。一平のデビュー戦など、作中、犬井が退場になるシーンが何度かあるが、他に控え捕手がいた描写もなく、以後、捕手は入団していないようなので、犬井はドラフト指名含め徹底して捕手を外していた。犬井の現役引退後、正捕手になれたかは不明だが、連載後半、恥可苦馬が入団直後のキャンプで主力打者相手に、バッティングピッチャーを務める回で久々に登場する。
君津 兵吉（きみつ へいきち）
10年前（1970年）にパイレーツに入団した選手。自分の前にとんできた球はどんな球でもホームランにしてしまうという天才であったが、そのうちに、目の前で動く物体なら何でも全てホームランするようになってしまい、バットを持っていないときでも自分の身体がバットとして機能するようになってしまった。そのため、自ら千葉球場の地下室に10年間閉じこもっていた。1980年シーズンの巨人との初戦にパイレーツの秘密兵器として呼び出されるが、うっかり自分の足を見てしまったため、自分自身をホームランしてしまう。

### 球団職員
九十九里 吾作（つくもり ごさく）：球団オーナー
禿頭の老人で、千葉農協の名誉会長であり、元は土地成金で農機具メーカー「ツクモリ・ノウキ」社長だった。無類の野球好きで、千葉県民による球団を創設してパイレーツを経営する。当初は大金持ちであったが、たん壺をタイミングよく差し出す家政婦に毎回チップで百万円を手渡す等、ひどい無駄遣いをしたため、一気に没落している。外見からはオーナーに見えず、一平は入団時に選手寮に到着したとき、寮の前で掃除していた吾作を掃除夫と勘違いした。千葉県内ではかなり強力な人脈を持っている。特技は、たん壷への「かー、ぺっ」。流山在住。劇画調になったときの声のイメージは横溝正史。劇画調になったときの容貌は、猿山に「妖怪子泣きじじい」と評されている。インベーダーブームの際には、副業としてインベーダーハウス（インベーダーゲーム専用のゲームセンター）を経営していた。基本設定や初登場時の成金ぶりは、筒井康隆の小説「農協月へ行く」の影響が多く見られる。普段は飄々としているが、時折豹変し怪物化することがある。『ひのまる劇場』では網走子ども刑務所の守衛として登場。
日上 金造（ひがみ きんぞう）：背番号100、監督
かつて犬井とともに流山産業大学野球部から千葉パイレーツに入団したが、現在は監督を務める。すぐ拗ねる苦労人で、犬井からは「日上っポイ造」若しくは単に「ポイ造」と呼ばれるが、犬井とは幼馴染でもある。
1978年のシーズン初期には一時、オーナー命令で監督を休養させられたが、監督代行をつとめた犬井があまりに酷かったため、わずか2週間で復帰した。1979年のシーズンに初めての最下位脱出を果たしたあたりからは自信がついてきたらしく、犬井からも、「ポイ造」というあだ名はもはや似合わなくなった、と思われている。劇画調になったときの声のイメージは若山富三郎。劇画調になったときの容貌は、猿山に「妖怪くびかじり」と評されている。
二田 笑二（にた しょうじ）：背番号不明、打撃コーチ
猿山が「鬼コーチ」「悪魔の微笑み」と呼ぶ、連載中、唯一登場したパイレーツの専任コーチで肩書は打撃コーチだが、監督の日上同様、選手時代の実績は一切不明。内面の感情と顔に現れる表情が一致しないという特異体質の持ち主で、うれしい時は怒り顔、怒っている時は笑顔、悲しい時は鼻を伸ばした顔、エロ本をみるときは泣き顔になる。初登場時47歳。にこやかな表情で（実は激怒している）談笑中の一平と猿山に近づき、二人を肘で小突いたり、猿山の頭に噛み付いたり、打撃練習中の満太郎の後頭部をバットで殴りつけるなど暴走気味のシーンがあり、日上や他の選手は震え上がっていた。一人娘の結婚に涙を見せている時は鼻の下が伸びた表情で「泣いている時の顔」だそうだが、来賓曰く「エロ本読んでいるようなイヤらしい顔」で犬井が無修正のヌード雑誌を見せると途端に泣き顔を見せた。猿山は「ボーっとした顔だけは見た事がない」と話しているが、初登場の回のラストで一人娘を嫁がせた安心感から見せた「ボーっとした顔」はのっぺらぼうだった。以後、ジェロニモ同様、登場回数は激減し、「忘れ去られたキャラ」の一人として、連載後半に一コマだけ登場する。また、連載初期、キャンプ地に向かう電車内でドンチャン騒ぎをする選手たちの隅で笑顔で傍観している姿が見られる他、愛一郎が入団交渉するため、球場を訪れた際にも、日上の隣で打撃練習を見守る姿が描かれているがいずれも、表情は笑顔（激怒）である。
一軍、二軍とも監督は存在するが、各種部門を担当するコーチで登場するのは、兼任コーチだった犬井以外では二田と、一時臨時コーチをつとめた富士一鉄、連載後期の豊田瀬理香だけである。
富士 一鉄（ふじ いってつ）：背番号なし、臨時コーチ
一平の父親。謎の奇病「突発性インキンタマ炎」を患い、普段は臥せっている。一平に輪をかけて熱血漢で、家からは気合がオーラのごとく漂っている。病気を患っている割に体には大リーグボール養成ギプスを付けている事が多い。名前は星一徹から。右投げ。パイレーツの臨時コーチ（背番号なし）をつとめたこともある。家族ともども柏在住。他に母、弟、妹がいる。
豊田 瀬理香（とよた せりか）：背番号2、ヘッドコーチ
九十九里オーナーの孫娘。初登場時18歳。容貌は祖父とは全く似ていない。大学で心理学を専攻。その研究テーマにパイレーツを選び、パイレーツナインを観察する。一平が側にいるときだけぶりっ子になり眼鏡に目が映るが、いなくなると急に態度が変わり眼鏡が不透明になる、という一種の二重人格。またかなりの毒舌で、犬井を精神的に完全に叩きのめしてしまった。性格は自己分析によれば犬井犬太郎にそっくり。初登場時は心理学研究の話で、その次の回でなぜかパイレーツのヘッドコーチに就任する。作中では連載当時の史実通り、野球協約で女性の入団は認められていない、という設定であったが、瀬理香は取材に来たテレビレポーターらを籠絡し、うやむやのうちに入団を認めさせた。しかし、その直後に梶野望都が女性選手として入団したため影が薄くなり、ジェロニモ、トント、二田、木常、恥可苦馬、花形見親子らに「忘れられたキャラクターの世界」に招き寄せられる。本人は「だれがいくものかーっ」と抵抗していたが、結局、その後再登場しなかった（なお、花形見はこの直後に主演回があり、ジェロニモと恥可苦馬もその後に再登場している）。名前はトヨタ・セリカから（犬井には「豊田カローラ」と間違えられた）。
チア・ガールズとマスコット・ガール
読者参加企画として公募され、マスコット・ガール8名とチア・ガールズ10名が当選したが、その後はほとんど出番がなかった。

### パイレーツ選手の関係者
松本 菜津美（まつもと なつみ）
一平の高校時代のクラスメイトでガールフレンド。父親の仕事の都合でアメリカに渡ってしまう。いいところを見せたい一平が大奮闘をしたために、出発の日はパイレーツが久々に勝利した。のちに一時帰国。
千葉 久美子（ちば くみこ）
千葉修作の最愛の妻で、旧姓は深松（ふかまつ）。山武天津小湊松戸農林高校で修作らの2年後輩。パイレーツのマスコット的存在で、ほぼ毎試合ホームゲームは見に来ていたり、キャンプなどの時にはよくお手伝いに来る。連載当時のトビラによると、男子大学生読者に人気があったとの事。連載後半の「農協の日」に行われた演芸会で選手たちが演じた刑事ドラマでは、旧姓で警察職員のような役柄で犬井にお茶を手渡すシーンが描かれている。
深町 総一郎（ふかまち そういちろう）
日本最大の発行部数を誇るスポーツ新聞『呆痴新聞』（『報知新聞』のもじり）の隣にある、日本最低の発行部数を笑われている『じゃんぷスポーツ』の熱血新人記者。編集長（顔は西村繁男にそっくり）により不幸にも「パイレーツ番」を任されてしまった記者は、選手たちに毒されておちゃらけた性格になり1年で交代、というのが通例だったようだが、彼だけはまともな性格を保ったまま、連載終了時（及び番外編）までパイレーツ番を続けた。パイレーツのメンバー以外で沢村真の秘密を唯一知る人物で、真子に対し好意を持つ。最終的には真子と交際している。早稲田大学文学部卒（当時の『週刊少年ジャンプ』編集部に早稲田大学出身者が多かったことから）。
松原 泉（まつばら いずみ）
パイレーツの英光寮で住み込みで働く。「新潟県から出てきて東京で就職したと思ったら、ホンコンやマカオに売られた」という不幸な経歴を持つ、という偽りの設定で、本当はライバル球団の東海イーグルスから送り込まれたスパイ・001。富士一平をたらし込むことが任務だったがなぜか猿山にときめきを感じ、イーグルスを裏切って英光寮に住み着いてしまった。
村田（むらた）
元粳寅組の組員で、満次の付き人的存在。満次曰く「橋幸夫に似ている」。満次を射殺しようとした鯉の放つマシンガンの餌食に身代わりになったり、ヤクザ時代の習性で「親分」と呼んだ直後に満次に刃物を突きつけられ、殺害されるなど、劇中で何度も死んでいるがそのたびに生き返り、しまいには死んでもすぐ生き返ることが特技になってしまった。
鯉（こい）
粳寅邸の庭の池に棲む鯉。最初のころは餌をやっている満次の指を噛む程度だったのが、だんだんエスカレートして沢田研二の「TOKIO」の物まねをしてみたり、爆弾を投げたり（その光景をコイと戯れていると勘違いした満太郎は、鯉が投げ返した爆弾の餌食になり、ヤケドを負っている）機関銃を乱射して満次の命を狙ったりと、人間顔負けの行動をするようになった不思議な鯉。機関銃を乱射したときは、満次をかばった村田が犠牲になり、改めて満次を狙おうとするが慢心から足（尻尾）を滑らせて池に落ち、魚類でありながら溺死するという最期を遂げた。また例によって村田は後の回で生き返った。
粳寅 満王（うるとら みつお）
満次の父（つまり満太郎の祖父）で、かつて「ウルトラマンキング」と呼ばれた、全国有数の極道。しかし満太郎が満次の堕落を報告しようとしても、「ワシも今どき極道はやめた」と語り、ウルトラマンキングのお面をかぶって笑うほどボケていた。後述の番外編でも登場。初出では「満夫」となっており、初出と二度目以降では顔（髭の形等）も異なる。

### 他球団選手・関係者
花形見 鶴（はながたみ つる）：背番号10、阪神タイガース、内野手（一塁または三塁）、右打ち
一平をライバルと目する阪神のルーキーで、玩具会社花形見トーイの御曹司。千葉県の調子商業高校（銚子商業高校のもじり）出身。高校卒業後、一度は慶応大学への進学が決まったものの、一平との決着をつけたいがために、父と「満20歳になったら引退し家業を継ぐ」という約束を交わして阪神に入団した。その後、約束通り満20歳で引退し花形見トーイの社長となるが、その途端に会社を倒産させてしまい、たった1か月で阪神に復帰した。一平の背番号「16」の由来は日上曰く「年齢に因んだ」単純明快なものだが、名前・外見とも花形満がモデルで、花形同様、阪神の永久欠番「10」を背負っている。声のイメージも花形役の井上真樹夫で読んでと書かれていた。執事らから「鶴ぼっちゃん」と呼ばれると、鶴の格好で池に「ぼっちゃん」と飛び込んでしまうので嫌っている。説明シーンにも大体「つる」と書かれており、からかった相手に迫ると極端な二頭身になる。一平をライバル視するきっかけは、高校時代に完敗したからだが、対戦自体は調子商業高校が勝っており、打てなかったのは花形見だけという事になる。プロに入ってからも、一平とは相性が悪く、打てない理由を、父の鶴輪は「富士という少年に特別な感情を抱いているからだ」と指摘するが、当たらずしも遠からずに描かれている。作中においての評価はいまいちであるらしく、1979年のオールスターゲームには落選しているが、観戦中に、出場したい旨を伝え聞いた球審に化けた犬井がその厚かましさを買い、強引に出場させているが、審判に扮した他のメンバーも試合をぶち壊すなどして、最終的に、両軍の選手を退場させてしまう。身長180cm、体重78kg、1960年8月4日生。
花形見 鶴倫（はながたみ つるりん）
鶴の父親で花形見トーイ社長。パイプを燻らせる一見すると優雅なロマンスグレイだが、実はその髪はアデランス（時にアートネイチャーも使用）である。自分が名前で虐められた過去があり、ストレスで完全禿げ頭のつるりんになってしまい、同じ苦しみを味わわせるために息子に「鶴」という名前をつけた。千葉市民で、柏市民の富士一鉄や松戸市民の粳寅満次を見下すような発言をしたことがある。
馬留丹 星児（ばるたん せいじ）：背番号88、広島東洋カープ、投手、右投げ
馬留丹組の跡取りで、太いつりあがった眉毛が特徴。魔球の使い手でもあり、打者の身体スレスレで変化させて、かまいたち現象を起こす魔球を投げる。その真空波はユニホームを切り落とすほどの威力を持つ。親同士は実は仲がいいが（どう見てもヤクザの抗争を「子供のケンカに、親が出るのも何ですからなぁ」と見守っている。「私らの若い頃を思い出しますな」とも言っているので、関東一円を取り仕切る粳寅組と馬留丹組の抗争からすれば子供のケンカなのかも知れない）、本人は満太郎をライバル視しており、高校野球、ヤクザに続いてプロ野球でも満太郎を追っかけて来た。その満太郎と妹の奈々がいい雰囲気なのが気に食わなかったが、連載最終回の妹と満太郎の結婚により、義兄弟となる。名前は言うまでも無くバルタン星人から取ったもの。1978年、1979年のオールスターゲームに出場しており、同じくオールスターゲームに出場した一平が、パイレーツの選手だというだけで他球団のメンバーから変態扱いされた際には「こいつだけは例外なんでえ」とかばっていた。1978年当時25歳。所属球団が広島なのは、セ・リーグであるパイレーツと対戦させる事と、ヤクザが多いとされる土地に関連づけたため。中学時代に、満太郎、猿山と同級生と語られるが、千葉の中学に通っていた理由は不明。たびたび満太郎に手紙を送っているが、誤字脱字だらけの稚拙な文章を書く。
馬留丹 奈々（ばるたん なな）
星児の妹。満太郎に密かに想いを寄せている。満太郎と結婚したら「うるとら なな」=「ウルトラセブン」となり、これ以上ウルトラファミリーを充実させてたまるか、という理由で星児から交際を反対されている。不用意な発言で想いが満太郎にばれてしまった後（満太郎も内心では喜んだ）、お見合いをしたくない満太郎に利用されたりするが、その度に思いの深さで満太郎を感動させ、後に結婚する事になる。垂れ目なのを星児などによくネタにされている。
石渡（いしわたり）
東海イーグルスのオーナー。禿頭の老人で、いつも黒猫を抱いている。松原泉をスパイとしてパイレーツに送り込む。
金有（かねあり）
東海イーグルスの監督。パイレーツのおかげで最下位を免れている。1979年のシーズンにはパイレーツに抜かれそうになったため、元スパイの松原泉を利用した策謀を思いつくが、失敗して再下位に沈んでしまい、その直後に石渡オーナーからクビを言い渡されている。
中国棒球隊
横浜中華街の中華料理店「類人園」の店主・王湯麺（ワン・タンメン）が、酔っぱらった犬井から自慢のギョーザを侮辱されたことに怒って、パイレーツと対決するために急遽設立したチーム。メンバーは全中国太極拳チャンピオンの張血気（チャン・チキ）（出場に際して「勝利の舞い」を踊るが、緊張のあまり死んでしまう）、全中国卓球チャンピオンの卓球板（タク・キュウバン）（野球のルールは全く知らないが、なぜか日本の政治事情には明るい）、超能力者の陳幻舟（チン・ゲンシュウ）（投球を空中で止めることが出来るが、運動神経が鈍いので打てない）などだが、誰一人野球のルールを知らなかった。翌年、全中国棒球協会の首領・白大玉（ハク・ダイギョク）が新チームを組織して再戦を挑むが、今度は選手たちが純粋すぎたため、パイレーツのメンバーが教えるデタラメをあっさり信じてしまう。
オクラホマ・オカマーズ
米国オクラホマ州オクラホマシティを本拠地とするルーキーリーグの球団。パイレーツ同様変わった選手が多く、その名どおりのオカマのほか、サイボーグもいる。球団創設以来一度も試合に勝ったことが無い。苦肉の策として最弱球団と言われるパイレーツと試合を行い、自信を付けようとするが、犬井達の変人ぶりを目の当りにして、逆に「自分たちは野球も変人さも極められない中途半端な奴なんだ」と自信を失う。
ポール・サイモン
オクラホマ・オカマーズの監督。同性愛者。常識人の苦労人。
ジルベール
ポール・サイモン監督の愛人で、出っ歯のオカマ。母親がフランス人で祖父が日本人のため日本の事情に明るい。サイモン監督に千葉パイレーツを「うちのチームよりひどい」チームとして紹介する。
キミー・ヘンドリックス
オクラホマ・オカマーズの主力選手。美青年のオカマ。名前はジミ・ヘンドリックスのもじり。

### 実在の選手
長島茂雄：読売ジャイアンツ、監督
作中では連載当時一般的だった「長島」表記。千葉県出身（佐倉高→立教大）ということもあり、よくネタに使われていた。一応出身地の球団ということもあってパイレーツにはやや同情的だが、試合では遠慮しようにも2軍選手で楽勝なので、勝ち星を稼ぐチームとしてパイレーツを扱っている（もっとも、沢村真に完全試合を許すなど、重要な場面でパイレーツに敗北したこともある）。連載初期には、自分も千葉出身でありながらパイレーツを田舎者扱いしていたが、中盤以後はしばしば犬井や猿山と一緒にふざけることも。「燃える男」として「クールな男」広岡を嫌っており、「農協の日」に開かれたパイレーツとヤクルトの試合の際には、千葉農協の面々が広岡をからかうのを応援したこともある。『劇画それからのパイレーツ』では、千葉パイレーツ監督にも就任した。
王貞治：読売ジャイアンツ、一塁手
言わずと知れた世界の王。長嶋の横に現れることが多く、駄々をこねたり暴れだしそうになる長嶋を抑えることが多く、現実世界同様人格者として表現されている。連載当時800号本塁打を達成した時期であるが、パイレーツ戦で800号となるはずの一打を幻とされてしまう。逆にバッターサークルで準備中に、犬井の股間への会心の一打を食らった事も。なお当時出演したカレーのCMのパロディーの中で、現在2ちゃんねる等のネット掲示板で使われる語尾が「～だお」となる喋り方（『もりもり食べるからだお』）を、王のマネをした犬井たちがやっている。
張本勲：読売ジャイアンツ、外野手
顔が大魔神に似ているとしばしばネタにされている。
小林繁：読売ジャイアンツ→阪神タイガース、投手
巨人時代にはパイレーツ戦で4回もノーヒットノーランを達成したことがあり、4回目に達成したときには「パイレーツを相手にしてノーヒット・ノーランくらいできなきゃプロじゃないスよ」と豪語していた。江川事件で阪神にトレードさせられるが、内心「巨人でたおかげでスターになれたわい」と思っている。
ライト：読売ジャイアンツ→退団、投手
ジェロニモの初登場回で新浦に代わり継投に出され、一緒に出場したリンドとともに、ジェロニモに尻を矢で射られてしまう。退団後、巨人とパイレーツの乱闘騒ぎに際して、どさくさにまぎれて長島を殴りに乱入する。
掛布雅之：阪神タイガース、三塁手
出身地は新潟県だが、千葉県育ちで市立習志野高校卒業。出来るだけパイレーツとはかかわらないようにしているが、千葉に住んでいた時に近所に居たお熊ばあさんに、試合中なのに2時間38分も茶飲み話に付き合わされる。同郷の後輩である花形見を訪問した時は、ほっかむりに鍬を持った農作業姿で現れ、花形見から千葉に同化していると指摘される。
田淵幸一：阪神タイガース→西武ライオンズ、捕手
太りすぎと鈍足をしばしばネタにされている。阪神から西武にトレードに出された際に、自分を追い出した阪神に復讐するため、同じセ・リーグのチームであるパイレーツに入団しようとした。犬井からはその態度の軽薄さを突っ込まれ、ちょうど入れ替わるようにして阪神への入団が決まった花形見からはさんざん罵倒されたあげく、西武の職員に無理やり連行されていった。
広岡達朗：ヤクルトスワローズ、監督
対戦相手として度々登場。作中では「クールな男」として広岡の生真面目さや一言居士の部分を揶揄するような使われ方が多いが、当時日本一を獲得したこともあり、やっぱりパイレーツの面々では頭が上がらない相手。
鈴木孝政：中日ドラゴンズ、投手
千葉県山武郡出身。時速150kmの速球で鳴らした当時の名投手。谷沢健一や土屋正勝など、当時中日に所属していた他の千葉県出身者と共にパイレーツの面々と和気藹々と会話するか、なぜかパイレーツの選手に打たれてしまう不幸な役目のどちらかで描かれることが多く、猿山がサードへのコンバートがきっかけになった回では、ホームランを打たれたショックでマウンド上でひきつけを起こしている。
江川卓：読売ジャイアンツ、投手
江原とは違いこちらは本物。やたら態度がでかく描かれており、長嶋が「自分より偉そう」と泣くシーンも度々。また、パイレーツのアホなことに時折対抗することもある。よく鼻血を出す。
中利夫：中日ドラゴンズ、監督
ジェロニモが加入した頃の試合で外国人選手･フレッドを起用した際、ジェロニモが大暴れした際、「あんな、暴れ馬」と日上にジェロニモの暴走に対し、抗議している場面のみ登場。
古葉竹識：広島東洋カープ、監督
馬留丹星児の所属球団の監督であることもあり、数回登場する。広島がセ・リーグ随一の弱小球団だった過去がトラウマになっており、そのことを指摘されると発作を起こして苦しむ（チョコレートを食べるとおさまる）。パイレーツがまともな試合をした際には「へたな漫才よりこやつらがまともに試合やっとる方がおーかしいわい」と大笑いしていた。実際、パイレーツが創立以来、連続最下位だったシーズンには史実で広島が最下位だったシーズンも含まれている。
山田久志：阪急ブレーブス、投手
パ・リーグ選手のため、登場はオールスター戦と岡山で行われたオープン戦。作者の名前「ひさし」と読みが同じであるため、思い入れが強い。このことは作中でも書かれている。
阪急の選手では上記の岡山でのオープン戦のみだが、他に、福本豊、当時の監督の上田利治（第一次政権）が登場する。当時は、阪急の黄金時代（リーグ4連覇、日本シリーズ3連覇）だったが、オールスター以外でパリーグの選手が登場するのは阪急の選手だけである。また、一平を除く犬井ら一部の選手がオールスターの選出から漏れた腹いせに妨害行為をした回には、オールパシフィックの監督として、審判に変装した犬井に抗議する梶本隆夫が登場する。
デーブ・パーカー：ピッツバーグ・パイレーツ、右翼手
1979年に日米野球で来日した時の模様が描かれ、試合中に（試合に出場していない）犬井に「（同じ）パイレーツ」とふざけられ、一緒にふざけていたが急にシリアスな表情に戻り、「パイレーツの名が汚れる」と返した。
ジョン・シピン：読売ジャイアンツ
試合で登場するコマは少ないが、沢村真が最終登板となる試合で完全試合を達成した際の27人目の打者として三振に打ち取られる。作者が考案したシャレなのか、達成前のコマでは「ワシャ、シピンじゃ、シビン（尿瓶）じゃない」と呟いている。他に、乱闘の際に文字通りライオン丸に豹変する描写がある。
定岡正二：読売ジャイアンツ、投手
連載初期、長嶋巨人が連覇を達成した直後の後楽園球場での試合で登板、満太郎の風貌に怖がり、長嶋も「新人が怖がるからサングラスを外してくれ」と訴え、やむなく、満太郎がサングラスを外すと外見とのギャップに長嶋と大爆笑している。
中畑清：読売ジャイアンツ、内野手
連載後期、沢村の完全試合の回に登場、やや惚けたキャラに描かれていて、「絶好調」と呟きながらも三振に討ち取られ、「絶好調じゃないじゃないか、清」と長嶋、江川ら、ナインからブーイングを受けている。
ヤクルトオーナー
印旛沼で開かれた新春野球人つり大会において、広岡監督に自慢の釣り竿を使わせようとするが、広岡から「フロントが現場にあれこれ口をだすような球団じゃ もうやりたくない」と言われてしまう。
巨人オーナー
新春野球人つり大会において、「印旛沼のヌシ」と呼ばれる巨大ライ魚と、「わたしは巨人軍につりあげられることを誓います」という契約を事前に取り交わす。
西武オーナー
新春野球人つり大会において、魚が釣れそうな場所を西武専用つり場として買い占める。
また、連載初期、起用されているコマーシャルの宣伝をするように、高田繁、猿山をからかうように打撃練習の相手をさせる柴田勲、張本勲、セリフだけだが、河埜和正、西本聖、上記の江川、中畑に加え、山倉和博も本編に登場する。また、ジェロニモ加入直前の試合では小林繁が登板、ノーヒットノーランを演じているが、阪神移籍後のオールスターにも登場する。また、ピッチングコーチとして杉下茂も登場する。他に、千葉県出身と言うことで、中日では土屋正勝、谷沢健一も顔見せのように僅かに登場する。

### その他
シラ毛虫
場がシラけると出てくる虫。本作の非人間キャラとしては最もウケた存在。文字通り白い毛虫。
ゼンゼン虫
おもしろいことを言ったのに無視された時に登場するカタツムリ（でんでん虫）。シラ毛虫の二匹目のドジョウを狙ったが、あんまり受けなかったキャラ。
ポキ星人
ストーリーには全然関係なく、「ワラシ、通リスガリノポキ星人アル」の台詞と共に登場する、河童のような宇宙人。
シタカンデル星人
イスカンダルとは全く関係のないシタカンデル星の宇宙人。タイムスリップなどの超常現象を起こして地球人をもてあそぶ、という内容の「どっきりカメラ 地球人をからかいまショー」というテレビ番組を制作している。ネッシーも、ニュージーランド沖に首長竜の死体を投げすてたのも、バミューダトライアングルも、全て彼らの仕業だという。ポキ星人と対立しているらしく、光線銃らしきものを持ってポキ星人を追う姿が描かれたこともある。
不久田（ふくだ）首相
内閣総理大臣。1977年4月のパイレーツ戦始球式で投手をつとめるが、犬井にホームランを打たれてしまう。その後、アメリカのカーター大統領との対決に備えて野球実力養成ギプスをつけて特訓していたことを自ら明かし、犬井との対決を続けるが、年齢には勝てず肩を壊してしまう。江原のパイレーツ入りをめぐる国家的陰謀にも関与している。モデルは福田赳夫。
東大出のヤクザの親分
粳寅満太郎が粳寅組を再建しようとしているのを警戒し、たびたび満太郎の暗殺を企てる。 血を見るのが嫌いと本人は自分の美学であるように言っているが、嫌いというよりは苦手で、血を見ると貧血を起こしてしまい、実際、子分を引き連れてパイレーツの選手たちとキャンプ地に向かう駅のホームで駅員が間違えてキップと一緒に指を切った際に出血、貧血を起こしている。そのため、毎回、必要以上に凝った殺し方をしようとしては失敗している。東大卒であることを鼻にかけているインテリだが、その割に台詞を間違えることが多い。結局、満太郎の出所間もない頃からキャンプインまでの連載前半に登場しただけに終わる。
葉竹 田賀康（はたけ たがやす）
千葉農協の最長老で流山産業大学農学部名誉教授。「畑作の神」と呼ばれ、あらゆることを畑作に結びつけて考える。「農協の日」に招待されたときには千葉球場のマウンドを耕しだした。結核を患っているらしく、サナトリウムで稲刈と同室だったこともある。また、道楽でプールを経営している。
山波 権三（やまなみ ごんぞう）
千葉農協の面々の一人として、連載第1回からたびたび登場する。登場するたび緊張して「松戸の山波権三です」と言う。
お定
「農協の日」の常連の一人である老婆。孫の正一を急性肛門炎で亡くして以来、正一に年齢の近い少年を正一だと思い込む癖があり、1977年の「農協の日」には一平を正一だと思い込んでいびり倒した。スペシウム光線を放つ。また、ヤクルトの広岡監督に眼鏡の代わりにウルトラアイを渡して、ウルトラセブンに変身させたことがある。
変態坊主／猫又 玉三郎（ねこまた たまさぶろう）／恥 一発（はじ いっぱつ）
変態坊主（本名不明）は千葉球場の近所にある禅寺の住職で、霊感が強く、千葉球場から発する妖気を感じ取ってパイレーツの前に現れる。猫又玉三郎は流産大野球部顧問で、犬井とはかつてバッテリーを組んでいた親友同士。恥一発は恥可苦馬の父親で日本プロ野球協会職員。以上の3人を一人三役で演じるという大変な人物。それぞれヒゲの形が違い、つけ間違えて登場した事もある。
白智（しらとも）
千葉県警堂島署の刑事。千葉県民であるが阪神タイガースのファンであり、パイレーツに対しては、選手やオーナーの前ですら公然と「クソ虫球団」呼ばわりしてはばからない。ひまなときは「ひとり野球」をしている（一人で複数の選手と球と実況アナウンサーと解説者を演じる遊びで、その様子を見た犬井は「ほんまもんのアホを見た!!」と評している）。もとは読切作品「名探偵はいつもスランプ」（『週刊少年ジャンプ』1978年16号）に私立探偵として登場したキャラクター。その後、『すすめ!!パイレーツ』の次の『週刊少年ジャンプ』連載作品『ひのまる劇場』において、私立探偵白智小五郎として（初期の）主人公をつとめている。
また、連載初期、千葉夫婦の馴れ初めのきっかけとなった、高校時代のエピソードに、猿山らのクラスメートとして森田健作（前・千葉県知事）が登場した他、佐々木小次郎との対決のため、巌流島に向かっていた宮本武蔵が海上で遭遇した九十九里の祖先と思われる容姿の似た海坊主に導かれるように現代にタイムスリップ、急遽「634」の背番号で緊急登録され、試合に出場（平和台球場でのオープン戦の最中と思われる）さらに、連載終盤には、最下位脱出に燃えるナインの目の前に川中島の合戦場から武田軍と思われる一団や歴史上の人物が複数、タイムスリップし、各地で騒動を起こし、コミッショナー権限で練習中止を強制されている。

## 球団記録

### 順位
| 年度   | 順位        |                            |
| ------ | ----------- | -------------------------- |
| 1968年 | 8位(最下位) |                            |
| 1969年 | 8位(最下位) |                            |
| 1970年 | 8位(最下位) |                            |
| 1971年 | 8位(最下位) |                            |
| 1972年 | 8位(最下位) |                            |
| 1973年 | 8位(最下位) |                            |
| 1974年 | 8位(最下位) |                            |
| 1975年 | 8位(最下位) |                            |
| 1976年 | 8位(最下位) |                            |
| 1977年 | 8位(最下位) |                            |
| 1978年 | 8位(最下位) |                            |
| 1979年 | 7位         | 球団創設史上初の最下位脱出 |
| 1980年 | 8位(最下位) |                            |
| 1981年 | 不明        |                            |

### チーム記録
- 最高位=7位（79年）
- 連勝記録=11（77年）、10（68年）

### 投手記録
- 完全試合=沢村真（80年、巨人戦。19歳9ヶ月での達成は完全試合最年少。）

### 打者記録
- チーム･シーズン本塁打記録=千葉修作　25本（77年）
- 初回先頭打者HR=粳寅満太郎（79年 8月17日の広島東洋カープ戦、馬留丹星児投手から）

## 永久欠番
- 1:沢村真

## 戦力
結成当初は千葉農協のバックアップと親会社の「ツクモリ・ノウキ」の繁盛で金満球団だったが、オーナーの放漫経営で見る見るうちに、キャンプも千葉県内で満足に行えない貧乏球団となった。慢性的な選手不足とされていたが、実はファームが存在しており、選手そのものが不足しているわけではない。しかし、パイレーツの「ファーム」はまさに「農場」であり、ファーム行きを宣告された選手は「農作業で足腰を鍛える」という建前の元、そのまま本当に農業をし続けることになる。因みに、連載中、一コマだけ登場する「二軍監督」も野球関係者と言うよりも「農夫（正規のユニフォーム姿ではなく、『ファーム監督』の名札が付けられて麦わら帽子や地下足袋など農作業姿をしている）に近い風貌であるが、初期のキャンプと連載後半には正規のユニフォーム姿の「二軍選手」が複数登場する。但し、中には「壁」捕手や君津兵吉の様に本来戦力になりそうな選手が全くいなかったわけではない。また、作中の登場はあっても上記のスターティングメンバーの陰に隠れ、試合中、犬井、千葉の退場後、交代した描写も、名前の紹介もなく、初期の後楽園球場の開幕戦で試合より、田植えを優先し、欠場した「松山」以外で試合前、ベンチでトランプに興じる選手が数名、満太郎が刑期を終え、球場入りした際、『ウルトラマンタロウが来た』と叫び、直後に本人から往復ビンタを食らう選手がいた他、松原泉初登場の回、一平の肩に手を置き、寮母に勝利の報告をする選手もいた。
最も欠如していたのは（選手たちの常識を除いて）投手力で、富士一平の入団まではまともなローテーションが組めておらず、後に江原、沢村の入団によりかろうじて試合になるローテーションが組めるようになる。そのため、一平などは昭和40年代ごろのピッチャーの様な連投などのハードローテーションで投げることも少なからずあった。また､一平も3年目の1979年には、10勝9敗5S・防御率2.73という成績を挙げ、見事10勝投手に成長した｡
これに比べて野手陣の実力はかなり高い。俊足巧打の1番打者の粳寅は79年シーズンには、2割9分1厘・24本塁打・61打点・24盗塁の自己最高成績をマークしている。数字だけならセ・リーグは勿論球界でもトップクラスの核弾頭である。2番打者の猿山も、投手としては防御率7点台と二流だが三塁手としてはリーグ屈指の好打者（80年シーズンは、3割4厘・21本塁打・68打点）である。4番打者の千葉も例年3割・40本塁打・100打点近くを稼ぎ出す掛布雅之クラスの強打者で、ジェロニモとの3・4番コンビの強打は決して他球団のスラッガーとも見劣りしない。5番の犬井は打率こそ2割そこそこだが20本塁打と高い打点を弾き出すクラッチヒッター。6番稲刈は欠場が多いが、80年シーズンには90試合出場ながら2割5分8厘・10本塁打を打つ長距離砲である。
守備力も実はかなり高い。キャッチャー犬井は沢村のフォークボールにも対応でき、一平の投球面の弱点（球が速いだけ）を指摘し、一方でリーグ屈指の左腕投手に成長させるなど、捕手としては充分に実力者と言える。また、ショート獅子丸の守備はゴールデングラブ賞ものであり、セカンドの昆も守備面で活躍している。センターのジェロニモは本塁打をモヒカンで叩き落とすことができ（実はルール違反でこれをやると三塁打扱いにされる）、ライト粳寅も俊足から守備範囲は広かったと考えられる。穴はレフト千葉くらいのものである。しかし、現実のプロ野球でも、2000年の大阪近鉄バファローズや2003年の横浜ベイスターズなど、打線はリーグでも最強でありながらシーズン順位は最下位というのは決して珍しいことでは無い。1998年の千葉ロッテマリーンズなどは打率リーグ1位の上に防御率もリーグ2位だったのに順位は最下位、2006年のパ・リーグ最下位の東北楽天ゴールデンイーグルスも、打線では規定打席到達の3割打者が4人もいた。
試合は退場者続出のために没収試合や無効試合も存在することがあり、対する他球団は主力温存の機会とばかりに無名選手ばかりを出場させることになる。しかし、中には犬井が試合開始直後に退場処分となったために、逆に試合に勝ったこともある。連載第1回の後楽園球場での開幕戦では「サードが田植えで忙しいから」との理由でベンチ入りせず、8人しかいないこともあった、特に、内野手に関しては、サードが左記の松山の後、猿山が投手登録ながら入ったものの、稲刈が復帰するまで、ファースト、昆が加入するまでの間、セカンド、獅子丸が入団するまでショートもいなかった試合さえもあった。試合らしい試合が行われた描写が沢村の完全試合樹立前後と少ないとは言え、上記の通り、いずれのケースも実際には試合を行う事は不可能。また、初期のキャンプでは紅白戦をしようとしたが、連載初期で、紅軍、白軍共に、レギュラーを含め、固定した選手が設定されておらず、見学に来たギャラリーから公募していた。

## ファン
ファンクラブは地元千葉県の農協で、農協のネットワークで全国の農協からの協力を取り付け、遠征先の協力を受けている。ファン感謝デーは「農協の日」と呼ばれ、地元の老人がスタンドに大挙して埋め尽くし暴走し、選手も悪乗りするので、試合が滅茶苦茶になっている。1978年には、ヤクルトがリーグ初優勝を決める試合が「農協の日」と日程が重なり、試合冒頭、実況のアナウンサーが「ヤクルト優勝決定試合の模様をお伝えします」と発言し、直後に支持者から鍬など農機具で袋叩きにされている。1979年の「農協の日」は試合ではなく選手による演芸会で、選手たちによる刑事ドラマが演じられたが、不評だった。
ファンクラブは組織票でオールスターをパイレーツの選手で独占できるほど厚く、チーム名が企業名でなく地域名であること、ファームの選手が農業に励んでいることと合わせて、千葉県内においてはチームへの支持はそれなりに高く、後にJリーグやプロ野球に見られる地域密着チーム、ベースボール・チャレンジ・リーグなど独立リーグのようなチームとなっていた。

## 現実の球界
- 1934年に大日本東京野球倶楽部（現在の読売ジャイアンツ）が千葉県習志野市谷津3丁目にかつてあった谷津球場で結成されており、球場跡（谷津遊園があった）には「読売巨人軍発祥の地」の記念碑が建てられている、千葉公園野球場には1950年代初頭にプロ野球の試合が開催されていたとの記録が残っているなど、千葉県とプロ野球とのつながりは意外に古い。
- 日本プロ野球でパイレーツの名前をつけた球団は、2リーグ制に移行した初年度の1950年に1年間だけ、西日本パイレーツ（セ・リーグ）が存在した。翌年、パ・リーグの西鉄クリッパースと合併して西鉄ライオンズになる。また1950年当時のセ・リーグは作中と同じく8球団存在した。ただし、西日本は6位の成績だった。
- なお1977年の連載開始時は千葉県に「千葉球場」は存在しないが、県営の千葉県野球場が千葉市稲毛区天台町の千葉県総合スポーツセンター内に実在していたほか、千葉市中央区には千葉公園野球場や千葉寺球場（若潮国体に備えて1968年にスポーツセンターが建設されるまでは、こちらが千葉県野球場だった）などの千葉市営球場が開業していた。
- アメリカ・メジャーリーグにはピッツバーグ・パイレーツが存在し、日米野球などの際に作中でも登場している。
- 独立リーグの四国アイランドリーグplusには愛媛マンダリンパイレーツがある。
- 連載時は千葉県内にフランチャイズを有するプロ野球球団が存在せず、1992年にロッテ球団が神奈川県川崎市から千葉市美浜区に移るまで待つこととなる。移転する際にチーム名を募集したとき、「パイレーツ」はそれなりの票を集めたが、権利上の問題や「海賊」の意である事と本作のイメージが忌避されたためか選に漏れている。球団は千葉移転に際し「オリオンズ」から「マリーンズ」（海兵隊）となった。